# Wayne Northrop
Wayne Northrop (Sumner (Washington), 12 april 1947 – Los Angeles, 29 november 2024) was een Amerikaanse acteur, vooral bekend van zijn rollen in soapseries.
Northrop acteerde in series als Dynasty en Days of our Lives. Hij is het bekendst van zijn rol in de laatste serie, waarin hij het personage Roman Brady speelde van 1981 tot 1984 en van 1991 tot 1994. In 1983 speelde hij ook even André DiMera. André was een seriemoordenaar die Roman erin wilde luizen en daarom een masker droeg waardoor hij op Roman leek.
Northrop is getrouwd met Lynn Herring, die vroeger acteerde in General Hospital en Port Charles.
In augustus 2005 keerde Northrop terug in Days of our Lives, ditmaal als een nieuw personage genaamd Alex North en net als vroeger werd zijn tegenspeler Deidre Hall. Na een jaar werd hij weer uit de serie geschreven toen Days of our Lives een nieuwe schrijver aanstelde, die de verhaallijn van Alex North maar niets vond.
Northrop overleed op 29 november 2024 op 77-jarige leeftijd aan de ziekte van Alzheimer.